# Jordal Amfi
Das Jordal Amfi war eine Mehrzweckhalle im Stadtteil Jordal der norwegischen Hauptstadt Oslo (amfi ist eine norwegische Abkürzung von Amphitheater und weist auf die ähnliche Bauweise hin). Die Halle war die Heimspielstätte des Eishockeyvereins Vålerenga Ishockey aus der Eliteserien.

## Geschichte
Das Jordal Amfi wurde nach einjähriger Bauzeit anlässlich der Olympischen Winterspiele 1952 erbaut, bei denen das Stadion Hauptaustragungsort des Eishockeyturniers war. Ebenfalls fanden während der Winterspiele einige Entscheidungen im Eiskunstlauf im Stadion statt. Das Eisstadion war Austragungsort der Eishockey-Weltmeisterschaft 1958. Erst 1971 erhielt das Jordal Amfi eine Dachkonstruktion. Bei der Eishockey-Weltmeisterschaft der Herren 1999 in Norwegen war das Jordal Amfi neben der Håkons Hall in Lillehammer und dem Hamar Olympiske Amfi eine der drei Austragungsorte. Anlässlich des Turniers wurde die Halle zuvor erweitert.
Neben Eishockeyspielen fanden im Jordal Amfi auch Handball- oder Unihockeyspiele statt. Gelegentlich wurde die Arena auch für Boxkämpfe sowie Konzerte genutzt.
Ende Januar 2017 begann der Abbruch der alten Halle, um Platz für das Nye Jordal Amfi als Nachfolgerin zu schaffen. Im Mai des Jahres begannen die Bauarbeiten. Die Eröffnung der neuen Heimat von Vålerenga fand im 25. September 2020 statt. Die Halle bietet 5300 Plätze.

## Galerie

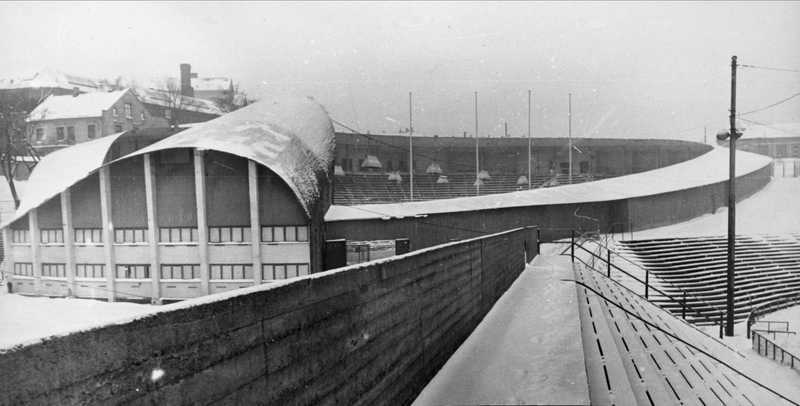
Jordal Amfi 1952
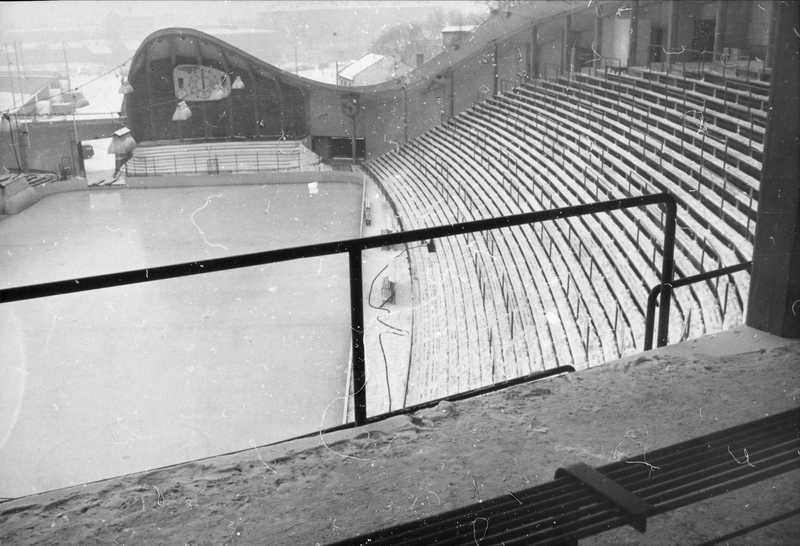
Blick in das Jordal Amfi 1952
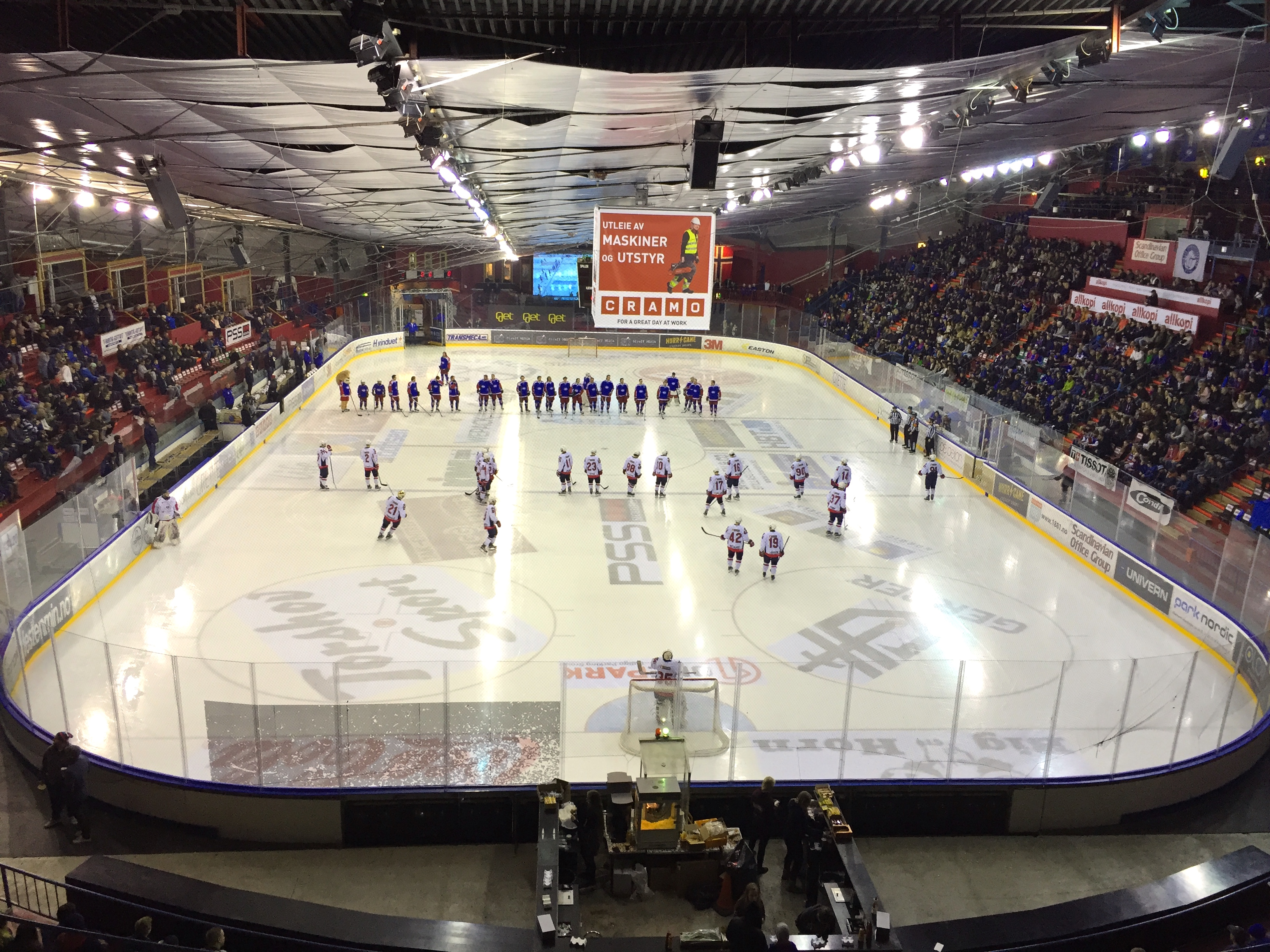
Spiel von Vålerenga Ishockey gegen den Lørenskog IK am 3. April 2016
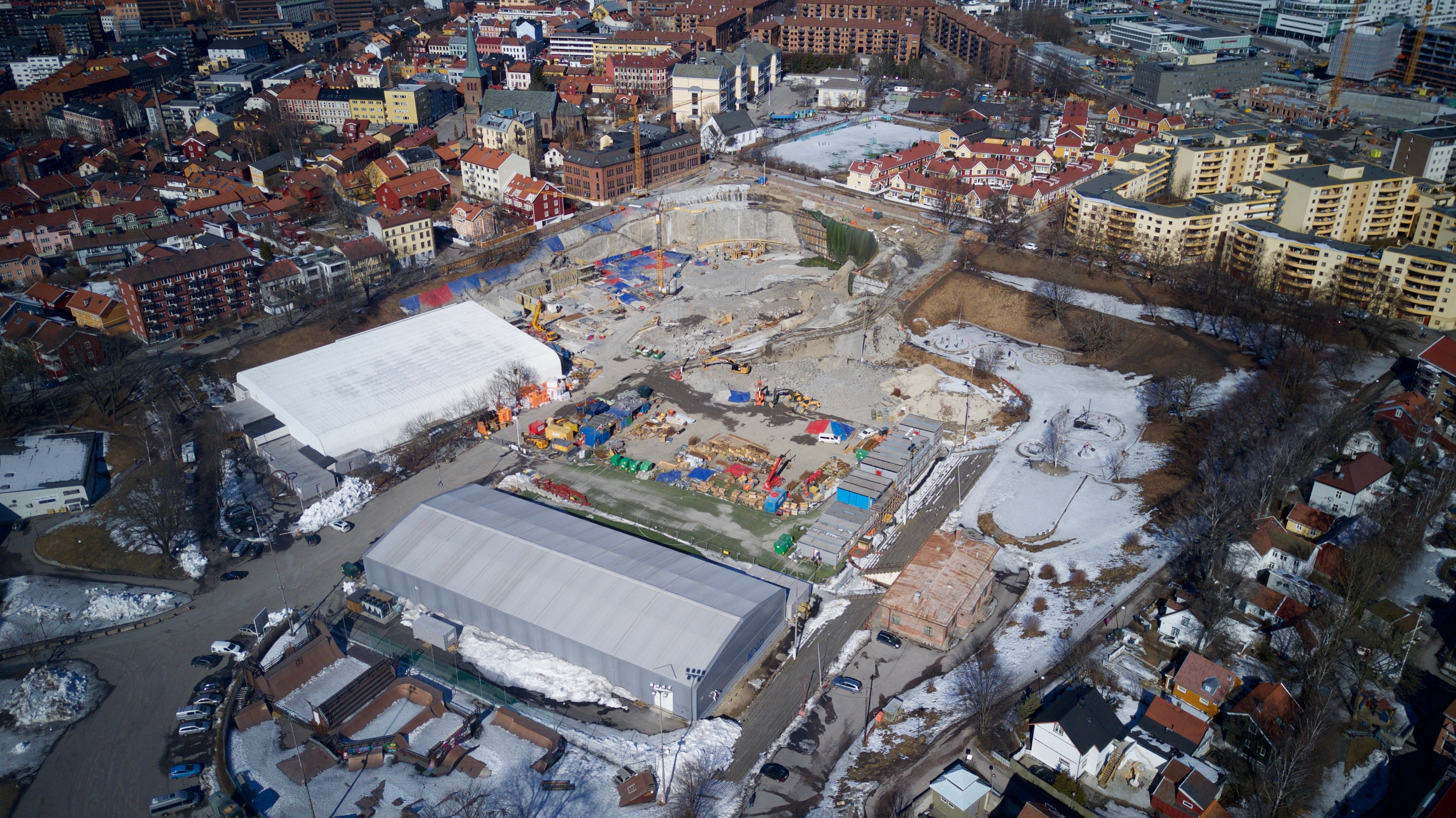
Der Jordal Idrettspark mit dem im Bau befindlichen Nye Jordal Amfi Anfang April 2018